# 佩讷堡
佩讷堡（法語：Labastide-de-Penne，法語發音：[labastid də pɛn]）是法国奥克西塔尼大区塔恩-加龙省的一个市镇，属于蒙托邦区。

## 地理
佩讷堡（44°16'49"N, 1°36'11"E）面积13.68 平方千米，位于法国奧克西塔尼大區塔恩-加龙省，该省份为法国西南部内陆省份，北起顺时针与洛特省、阿韦龙省、塔恩省、上加龙省、热尔省和洛特-加龙省接壤。
与佩讷堡接壤的市镇（或旧市镇、城区）包括：凯尔西地区贝尔福、贝尔蒙圣富瓦、拉尔邦克、皮拉罗克。

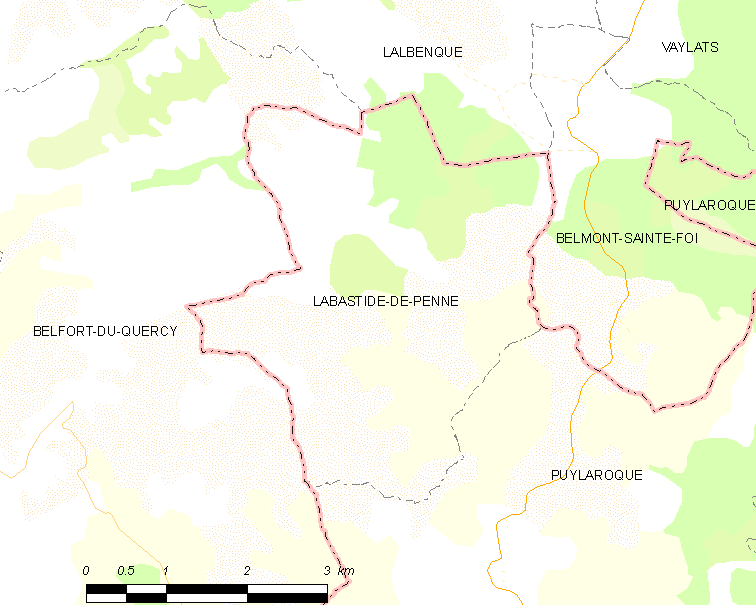
佩讷堡的OSM定位图

佩讷堡的时区为UTC+01:00、UTC+02:00（夏令时）。

## 行政
佩讷堡的邮政编码为82240，INSEE市镇编码为82078。

## 政治
佩讷堡所属的省级选区为凯尔西-鲁埃格县。

## 人口

1962-2008年间佩讷堡人口变化图示

佩讷堡于2022年1月1日时的人口数量为126人。